# Monterrubio de la Serena
Monterrubio de la Serena è un comune spagnolo di 2 969 abitanti situato nella comunità autonoma dell'Estremadura.